# Consiglio regionale del Friuli-Venezia Giulia
Il Consiglio regionale del Friuli-Venezia Giulia (in friulano Consei Regjonâl dal Friûl-Vignesie Julie, in sloveno Deželni svet Furlanije-Julijske krajine, in tedesco Regionalrat von Friaul-Julisch Venetien) ha sede a Trieste in piazza Oberdan, 6.
Viene eletto a suffragio universale diretto e assolve la funzione legislativa nell'ambito regionale.

## Composizione
In seguito alla modifica dello statuto, approvata a gennaio 2013 dal Parlamento, l'assemblea è composta da un numero variabile di consiglieri, secondo la proporzione di uno ogni 25.000 abitanti, calcolati in base ai dati dell'ultimo censimento; dalla fondazione alla X legislatura regionale veniva eletto un consigliere ogni 20.000 persone. 
Questa modifica ha comportato l'elezione di 48 consiglieri (46 eletti + Presidente di Regione e candidato-presidente giunto secondo) nelle elezioni del 2023, mentre il consiglio uscente ne contava 49.

### XIII Legislatura (2023)

#### Maggioranza (29)

##### Lega FVG (10)
| Consigliere          | Circoscrizione di elezione | Note                               |
| -------------------- | -------------------------- | ---------------------------------- |
| Massimiliano Fedriga | Friuli-Venezia Giulia      | Presidente della Giunta Regionale  |
| Antonio Calligaris   | Gorizia                    | Capogruppo                         |
| Giuseppe Ghersinich  | Trieste                    | —                                  |
| Mauro Bordin         | Udine                      | Presidente del Consiglio regionale |
| Maddalena Spagnolo   | Udine                      | —                                  |
| Alberto Budai        | Udine                      | —                                  |
| Elia Miani           | Udine                      | —                                  |
| Barbara Zilli        | Tolmezzo                   | —                                  |
| Stefano Zannier      | Pordenone                  | Assessore regionale                |
| Lucia Buna           | Pordenone                  | —                                  |

##### Fratelli d'Italia (8)
| Consigliere        | Circoscrizione di elezione | Note                                                      |
| ------------------ | -------------------------- | --------------------------------------------------------- |
| Claudio Giacomelli | Trieste                    | Capogruppo                                                |
| Fabio Scoccimarro  | Trieste                    | Assessore regionale                                       |
| Mario Anzil        | Udine                      | Vicepresidente della Giunta regionale Assessore regionale |
| Stefano Balloch    | Udine                      | Presidente II Commissione consiliare                      |
| Igor Treleani      | Udine                      |                                                           |
| Markus Maurmair    | Pordenone                  | Presidente I Commissione consiliare                       |
| Orsola Costanza    | Pordenone                  |                                                           |
| Cristina Amirante  | Pordenone                  | Assessore regionale                                       |

##### Fedriga Presidente (8)
| Consigliere       | Circoscrizione di elezione | Note                                   |
| ----------------- | -------------------------- | -------------------------------------- |
| Carlo Grilli      | Trieste                    | —                                      |
| Diego Bernardis   | Gorizia                    | —                                      |
| Mauro Di Bert     | Udine                      | Capogruppo                             |
| Moreno Lirutti    | Udine                      | —                                      |
| Edy Morandini     | Udine                      | —                                      |
| Stefano Mazzolini | Tolmezzo                   | Vicepresidente del Consiglio regionale |
| Carlo Bolzonello  | Pordenone                  | Presidente III Commissione consiliare  |
| Simone Polesello  | Pordenone                  | Segretario del Consiglio Regionale     |

##### Forza Italia (3)
| Consigliere      | Circoscrizione di elezione | Note       |
| ---------------- | -------------------------- | ---------- |
| Andrea Cabibbo   | Pordenone                  | Capogruppo |
| Michele Lobianco | Trieste                    | —          |
| Roberto Novelli  | Udine                      | —          |

#### Opposizione (19)

##### Partito Democratico (11)
| Consigliere        | Circoscrizione di elezione | Note                                   |
| ------------------ | -------------------------- | -------------------------------------- |
| Francesco Russo    | Trieste                    | Vicepresidente del Consiglio regionale |
| Roberto Cosolini   | Trieste                    | —                                      |
| Marko Pisani       | Trieste                    | Esponente di Slovenska Skupnost        |
| Diego Moretti      | Gorizia                    | Capogruppo                             |
| Laura Fasiolo      | Gorizia                    | —                                      |
| Francesco Martines | Udine                      | —                                      |
| Massimiliano Pozzo | Udine                      | —                                      |
| Manuela Celotti    | Udine                      | Segretario del Consiglio Regionale     |
| Massimo Mentil     | Tolmezzo                   | —                                      |
| Nicola Conficoni   | Pordenone                  | —                                      |
| Andrea Carli       | Pordenone                  | —                                      |

##### Patto per l'Autonomia (5)
| Consigliere       | Circoscrizione di elezione | Note                               |
| ----------------- | -------------------------- | ---------------------------------- |
| Massimo Moretuzzo | Friuli-Venezia Giulia      | Capogruppo                         |
| Giulia Massolino  | Trieste                    | Segretario del Consiglio Regionale |
| Enrico Bullian    | Gorizia                    | —                                  |
| Simona Liguori    | Udine                      | —                                  |
| Marco Putto       | Pordenone                  | —                                  |

##### Gruppo Misto (3)
| Consigliere                  | Circoscrizione di elezione | Lista di elezione       | Note       |
| ---------------------------- | -------------------------- | ----------------------- | ---------- |
| Pompea Maria Rosaria Capozzi | Udine                      | Movimento 5 Stelle      | Capogruppo |
| Serena Pellegrino            | Udine                      | Alleanza Verdi-Sinistra | —          |
| Furio Honsell                | Pordenone                  | Open Sinistra FVG       | —          |

## Sedi

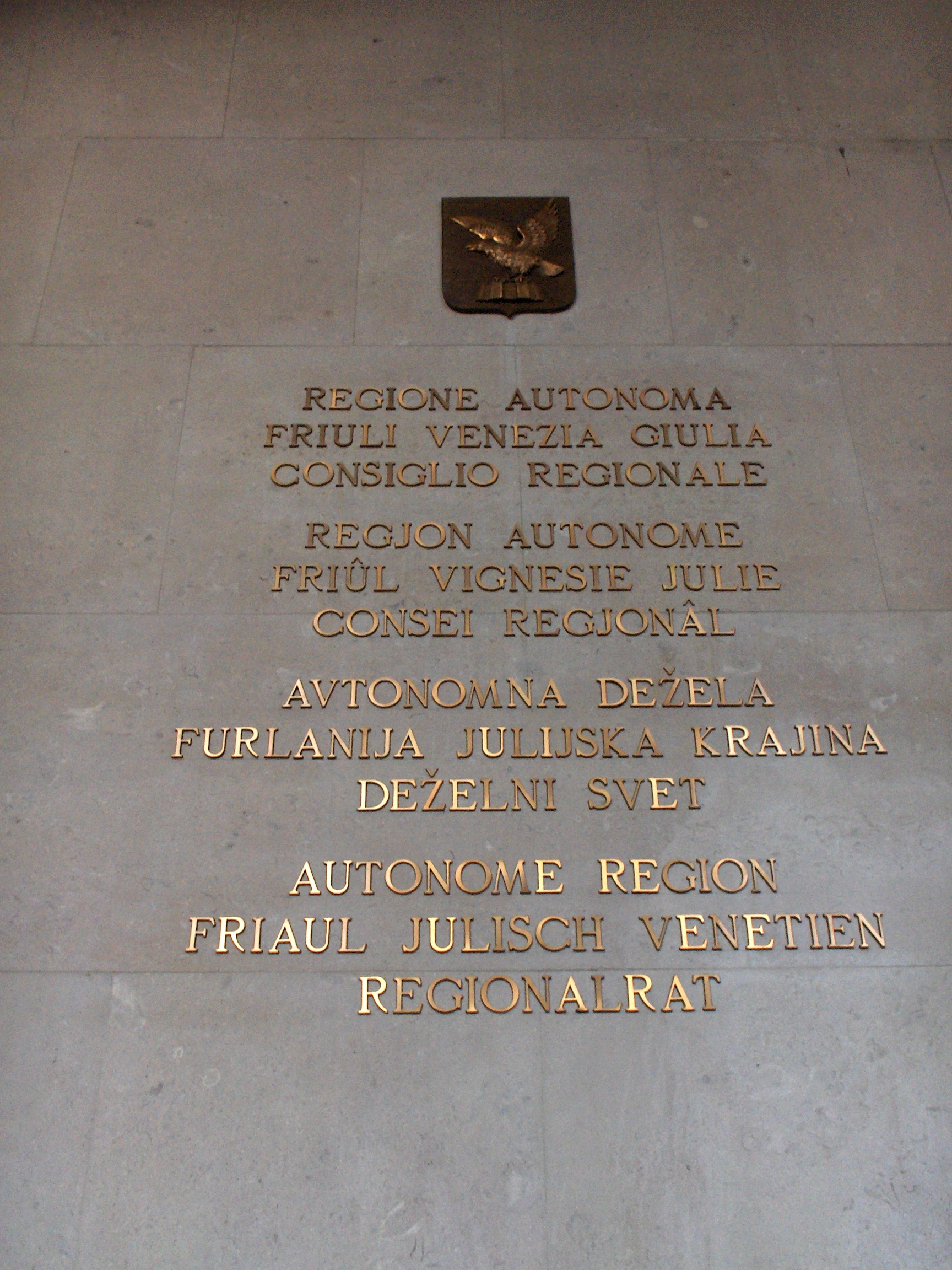
Iscrizione nelle quattro lingue ufficiali della regione, all'entrata della sede del Consiglio regionale a Trieste

Eletto per la prima volta nel 1964, ha condiviso la sala consiliare di Piazza Unità del Comune di Trieste fino al 1972, quando ha trovato sede definitiva nell'ex Casa del Lavoro di Piazza Oberdan, opera di Umberto Nordio e già sede del Centro internazionale di fisica teorica Abdus Salam. L'inaugurazione ufficiale della rinnovata sede è avvenuta il 5 ottobre 1972 alla presenza del presidente Giovanni Leone.

## Organi istituzionali
Il giuramento, prestato nella prima seduta consiliare, è espresso in lingua italiana e può successivamente essere ripetuto in friulano, sloveno e tedesco.

### Presidente del consiglio regionale
| Legislatura | Periodo     | Presidente                                                           | Partito                                                                    |
| ----------- | ----------- | -------------------------------------------------------------------- | -------------------------------------------------------------------------- |
| I           | 1964 - 1968 | Teodoro de Rinaldini                                                 | Democrazia Cristiana                                                       |
| II          | 1968 - 1973 | Michelangelo Ribezzi                                                 | Democrazia Cristiana                                                       |
| III         | 1973 - 1978 | Alfredo Berzanti Arnaldo Pittoni                                     | Democrazia Cristiana Partito Socialista Italiano                           |
| IV          | 1978 - 1983 | Arnaldo Pittoni Mario Colli                                          | Partito Socialista Italiano Partito Comunista Italiano                     |
| V           | 1983 - 1988 | Vinicio Turello Luigi Manzon Paolo Solimbergo                        | Democrazia Cristiana Partito Socialista Italiano Partito Liberale Italiano |
| VI          | 1991 - 1993 | Bruno Longo Paolo Solimbergo Nemo Gonano                             | Democrazia Cristiana Partito Liberale Italiano Partito Socialista Italiano |
| VII         | 1993 - 1998 | Pietro Fontanini Cristiano Degano Giancarlo Cruder Roberto Antonione | Lega Nord Democrazia Cristiana Partito Popolare Italiano Forza Italia      |
| VIII        | 1998 - 2003 | Roberto Antonione Antonio Martini                                    | Forza Italia La Margherita                                                 |
| IX          | 2003 - 2008 | Alessandro Tesini                                                    | Democratici di Sinistra                                                    |
| X           | 2008 - 2013 | Edouard Ballaman Maurizio Franz                                      | Lega Nord                                                                  |
| XI          | 2013 - 2018 | Franco Iacop                                                         | Partito Democratico                                                        |
| XII         | 2018 - 2023 | Ettore Romoli Piero Mauro Zanin                                      | Forza Italia                                                               |
| XIII        | 2023 - 2028 | Mauro Bordin                                                         | Lega FVG                                                                   |

### Ufficio di presidenza

#### Presidente
- Mauro Bordin (Lega)

#### Vicepresidenti
- Stefano Mazzolini (Fedriga Presidente)
- Francesco Russo (PD)

#### Segretari
- Manuela Celotti (PD)
- Michele Lobianco (FI)
- Giulia Massolino (Patto per l'Autonomia)
- Simone Polesello (Fedriga Presidente)

### Gruppi consiliari (2023-)
| Gruppo             | Gruppo                |    |
| ------------------ | --------------------- | -- |
|                    | Lega                  | 10 |
|                    | Fratelli d'Italia     | 8  |
|                    | Fedriga Presidente    | 8  |
|                    | Forza Italia          | 3  |
| Totale maggioranza | Totale maggioranza    | 29 |
|                    | Partito Democratico   | 11 |
|                    | Patto per l'Autonomia | 5  |
|                    | Gruppo Misto          | 3  |
| Totale opposizione | Totale opposizione    | 19 |

### Commissioni Consiliari
|     | Commissione | Presidente       | Vicepresidente | Segretario |
| --- | --- | ---------------- | -------------- | ---------- |
| I   | Bilancio e programmazione, credito, finanze, imposte, tributi, contabilità, demanio e patrimonio, organizzazione della Regione, degli enti e delle agenzie regionali, personale degli enti del comparto unico regionale, società a partecipazione regionale, statistica e sistemi informativi, libro fondiario.                                         | Alessandro Basso |                |            |
| II  | Agricoltura e foreste, sviluppo della montagna, pesca marittima e acquacoltura, industria, artigianato, commercio interno ed estero, fiere e mercati, turismo e terziario, sostegno all'innovazione nei settori produttivi, tutela dei consumatori, professioni, lavoro e cooperazione.                                                                 |                  |                |            |
| III | Tutela della salute, servizi sociali, alimentazione, previdenza complementare e integrativa. |                  |                |            |
| IV  | Lavori pubblici, edilizia, espropriazione, pianificazione territoriale, viabilità, trasporti, porti e aeroporti civili, navigazione, protezione civile, energia, parchi e riserve naturali, caccia, pesca nelle acque interne, tutela dell'ambiente e del paesaggio, cave, miniere, acque minerali.                                                     |                  |                |            |
| V   | Affari istituzionali e statutari, forma di governo, elezioni, disciplina del referendum, autonomie locali, usi civici, rapporti esterni e con l'Unione europea, organi di garanzia, beni e attività culturali, identità linguistiche, spettacoli e manifestazioni, attività sportive, corregionali all'estero.                                          |                  |                |            |
| VI  | Educazione, istruzione, formazione professionale, università, ricerca scientifica e tecnologica, politiche giovanili, politiche socio-educative, familiari, attività ricreative e motorie, volontariato, associazionismo, politiche della pace, della solidarietà, della cooperazione allo sviluppo e dell'immigrazione, politiche della comunicazione. |                  |                |            |